# Nemesia picta
Nemesia picta är en flenörtsväxtart som beskrevs av Rudolf Schlechter. Nemesia picta ingår i släktet nemesior, och familjen flenörtsväxter. Inga underarter finns listade i Catalogue of Life.